# Aviva Bar-On
Aviva Bar-On (hebrejsky אביבה בר-און‎; dříve Bedřiška Winklerová, * 2. září 1932 Miroslav) je přeživší československého holocaustu, která od roku 1949 žije v Izraeli. V roce 2018 vystoupila na koncertě na oslavu Jom ha-acma'ut v Jeruzalému s písní Ilsy Weberové, která ji byla předána ústně.

## Život
Aviva Bar-On se narodila jako Bedřiška Winklerová v židovské rodině 2. září 1932 v Miroslavi na Moravě. Její rodiče byli Josef a Adele Winklerovi. Její otec provozoval pilu a byl také pedagogem. Měla bratra Felixe. Po okupaci Sudet 1938 rodina uprchla do Brna, kde žila se svým strýcem a jeho rodinou. Její otec musel nuceně pracovat na stavbě železniční tratě. V lednu 1942 musela rodina jít na sběrné místo v Brně a byla deportována do ghetta v Terezíně. Rodina zde byla oddělena a Winklerová směla zůstat se svou matkou. Když Winklerová onemocněla v Terezíně, setkala se na ošetřovně se spisovatelkou a skladatelkou Ilsou Weberovou, která nemocným dětem v koncentračním táboře opakovaně zpívala „smutnou, ale zábavnou píseň“. Poté, co byla propuštěna z ošetřovny, Ilsu Weberovou navštěvovala a učila se její texty a melodie.
Vzhledem k tomu, že její otec byl pedagog, byl spolu s rodinou chráněn před deportací. V únoru 1945, kdy kolabující hitlerovský režim potřeboval cizí měnu, bylo za milion dolarů prodáno 1 200 Židů z koncentračního tábora v Terezíně. Otec byl povolán velitelem tábora Karlem Rahmem, který ho, protože byl jeho otcem stavitelem, vybral pro transport do Švýcarska. Rodina až do překročení hranice věřila, že transport směřuje do Osvětimi, ale bezpečně dorazili do Kreuzlingenu 7. února 1945. Nejprve do St. Gallenu, kde byli umístěni do karantény, odtud do Adliswilu poblíž Curychu a nakonec byli ubytováni v hotelu u Ženevského jezera poblíž Montreuxu. I když žádný z jejich přátel z Terezína nepřežil, rodina Winklerů byla v bezpečí a mohla čekat na pád Třetí říše.
V červenci 1945 se rodina vrátila do Československa. Byt v Miroslavi byl zkonfiskován, rodiče hledali nové ubytování, zatímco děti šly do Prahy. Zde Winklerová a její bratr přišli do sanatorií, Bar-On trpěla bulimií. Po propuštění ze sanatoria chodila na další dva roky do školy, nejprve u Miroslavi, poté v Brně.
V květnu 1949 využila Winklerová a její bratr poslední šanci legálně opustit svou vlast a emigrovali do Izraele s podporou organizace Youth Aliyah. Nejprve žila v kibucu Kabri na severu Izraele, poté se vyučila zdravotní sestrou v nemocnici Rambam v Haifě a nakonec studovala sociologii. V roce 1956 se provdala za Ashera Brauna (Bar-On), který přišel z Maďarska a přežil koncentrační tábor Mauthausen a pochod smrti. Bedřiška Winklerová si zde změnila jméno na Aviva Bar-On. V roce 1956 bratr odešel studovat do Anglie a zůstal tam. Rodiče původně chtěli následovat své děti do Izraele, ale v padesátých letech to nebylo možné, později už nechtěl ani jejich otec, který nakonec v Československu zemřel. Po jeho smrti přišla jeho matka v roce 1976 do Izraele, kde žila 19 let, ale hebrejsky se už nenaučila. Aviva Bar-On žije v Kirjat Ono poblíž Tel Avivu.
Po více než 30 letech pátrání po tisících písní, symfonií a oper složených oběťmi nacistických koncentračních táborů uspořádal židovský italský skladatel Francesco Lotoro koncert v Jeruzalém dne 15. dubna 2018. Koncert se konal u příležitosti Jom ha-acma'ut a 70. výročí založení státu Izrael a zahrnoval díla Maxe Ehrlicha, Willyho Rosena a Zygfryda Macieje Stryjeckiho. V 85 letech Aviva Bar-On také předvedla a představila píseň Ilsy Weberové, která zemřela v roce 1944 v plynové komoře v Osvětimi, jejíž text a melodie nebyly zaznamenány písemně, ale utkvěly v Avivině paměti.
Aviva Bar-On má tři děti, jedenáct vnoučat a již několik pravnoučat.

## Citát
| „                                                                 | To, že jsem překonala těžkosti dětství a mládí, a přeci se mi podařilo vybudovat nádhernou rodinu, je můj největší úspěch. Nikdy jsme doma nemluvili o šoa, až velmi pozdě. Děti tady vyrůstaly s rovnou páteří. [...] Z našich dětí vyrostli rovnocenní občané naší země. | “ |
| — Aviva Bar-On, rozhovor Hynka Moravce v Kirjat Ono 4. dubna 2014 | |   |